# وولدماراس نوویسکیس
وولدماراس نوویسکیس (انگلیسی: Voldemaras Novickis؛ زادهٔ ۲۲ فوریهٔ ۱۹۵۶ – ۳۱ ژانویهٔ ۲۰۲۲) بازیکن هندبال لیتوانیایی‌تبار اهل شوروی بود.